# 3C 303
3C303 oder 3C 303 ist eine Galaxie mit der Rotverschiebung von z = 0,141186 im Sternbild Bärenhüter. Die Galaxie liegt in einer Region mit wenigen weiteren Galaxien und so ist sie auch nicht Teil eines Galaxienhaufens.
Die Galaxie hat einen Jet, welcher 50 kpc lang ist. In diesem Jet wurden sowohl im VLA Radiosignal als auch im Chandra Röntgensignal Knoten gefunden. Zudem wurde auch zum ersten Mal nachgewiesen, dass Jets elektrisch in den Weltraum emittieren. In 3C303s Jet sind das 3,85×1018 Ampere.
3C 303 wird oft mit der ähnlich lautenden Quasar 3C 303C verwechselt.